# Wendell P. Woodring
Wendell Phillips Woodring (* 13. Juni 1891 in Reading, Pennsylvania; † 29. Januar 1983 in Santa Barbara, Kalifornien) war ein US-amerikanischer Paläontologe und Geologe. Er war Spezialist für tertiäre Fossilien und Stratigraphie des Tertiär in Kalifornien, Zentralamerika und der Karibik.

## Leben
Woodring verlor früh (1908) seinen Vater und lehrte nach dem Abschluss am Albright College 1910 an High Schools in St. James (Minnesota). Ab 1912 studierte er Geologie an der Johns Hopkins University und wurde dort 1916 promoviert. Die Dissertation war über marine Muscheln und Kahnfüßer des Miozän aus Jamaika, was er später auf andere Mollusken (Gastropoden) ausdehnte. Zu seinen Lehrern gehörten Charles Kephart Swartz, Harry Fielding Reid und Edward W. Berry. Schon während der Arbeit an seiner Dissertation arbeitete er für den United States Geological Survey. 1917 arbeitete er für eine Erdölfirma in Costa Rica und Panama und 1918/19 war er als Freiwilliger Pionieroffizier in Frankreich. Danach arbeitete er wieder für den USGS und wurde von 1920 bis 1922 mit der geologischen Aufnahme von Haiti betraut. Danach war er für die Tropical Oil Company als Geologe an der karibischen Küste von Kolumbien tätig. 1927 wurde er Professor für Paläontologie der Wirbellosen am Caltech, wo der mit ihm befreundete Chester Stock Professor für Paläontologie der Wirbeltiere war.
1930 kehrte er zum USGS zurück und kartierte die Kettleman Hills (in denen auch bedeutende Ölvorkommen waren), was zur Grundlage seiner Aufklärung der Stratigraphie des marinen Tertiärs in Kalifornien wurde. Er lieferte auch wichtige Beiträge zur Geschichte des Kalifornischen Küstengebirges im Känozoikum und der Deformation längs der San-Andreas-Verwerfung. 1934 untersuchte er mit Milton Bramlette die Palos Verdes Hills bei Los Angeles. Eine Motivation war die Ölsuche, aber ihre Arbeit wurde dann auch unmittelbar für Ingenieurgeologen bedeutsam, da dort häufig Erdrutsche vorkamen. Auch die folgende geologische Aufnahme des Santa Maria Gebiets an der Küste Südkaliforniens mit Bramlette wurde später für die Erdölgeologie von Bedeutung. Während des Zweiten Weltkrieges arbeitete er von der UCLA in Los Angeles aus für die Regierung als Erdölgeologe in Kalifornien, danach war er wieder in Washington D.C. im Hauptquartier des USGS in der Abteilung Stratigraphie und Paläontologie am National Museum of Natural History. 1961 ging er beim USGS in den Ruhestand, blieb aber weiter wissenschaftlich aktiv.
Ab Ende der 1940er Jahre befasste er sich insbesondere mit der Geologie der Kanalzone in Panama und umliegender Gebiete und der Erforschung der geologischen Geschichte der Landbrücke zwischen Nord- und Südamerika. Dazu beschrieb er die tertiäre Molluskenfauna beginnend im Eozän und die regionale Stratigraphie. Er schloss, dass die Landbrücke an der Wende von Pliozän zu Pleistozän eröffnet wurde und der Faunenaustausch von Säugern im frühen Pleistozän seinen Höhepunkt erreichte.
1948 war er Präsident der Paleontological Society und 1953 Präsident der Geological Society of America. Er war Mitglied der National Academy of Sciences. 1953 wurde er zum Mitglied der American Philosophical Society gewählt. 1949 erhielt er die Penrose Medal und 1952 wurde er Ehrendoktor des Albright College. 1977 erhielt er die Paleontological Society Medal und 1967 die Mary Clark Thompson Medal.

## Schriften
- mit J. S. Brown, W. S. Burbank: Geology of the Republic of Haiti, Department of Public Works, Port au Prince, Haiti 1924
- mit M. N. Bramlette, R. M. Kleinpell: Miocene stratigraphy and paleontology of Palos Verdes Hills, California. Am. Assoc. Pet. Geol. Bull. 20, 1936, S. 125–159
- mit R. B. Stewart, R. W. Richards: Geology of the Kettleman Hills oil field, California; stratigraphy, paleontology, and structure, U.S. Geol. Surv. Prof. Paper Nr. 195, 1940
- mit Bramlette, W. S. W. Kew: Geology and Paleontology of the Palos Verdes Hills, California, US Geol. Survey Prof. Paper Nr. 207, 1946
- mit Bramlette: Geology and Paleontology of the Santa Maria District, California, US Geol. Survey Prof. Paper Nr. 222, 1950
- Caribbean land and sea through the ages, Geolog. Soc. America Bulletin 65, 1954, S. 719–732
- The Panama land bridge as a sea barrier, American Philosophical Society Proc., 110, 1966, S. 425–433
- Caribbean land and sea through the ages, in Preston Cloud, Adventures in Earth History, Freeman 1970, S. 603–616
- Geology and paleontology of Canal Zone and adjoining parts of Panama: A contribution to the history of the Panama land bridge, US Geological Survey Professional Paper Nr. 306, 1957 bis 1982